# Ngựa thồ

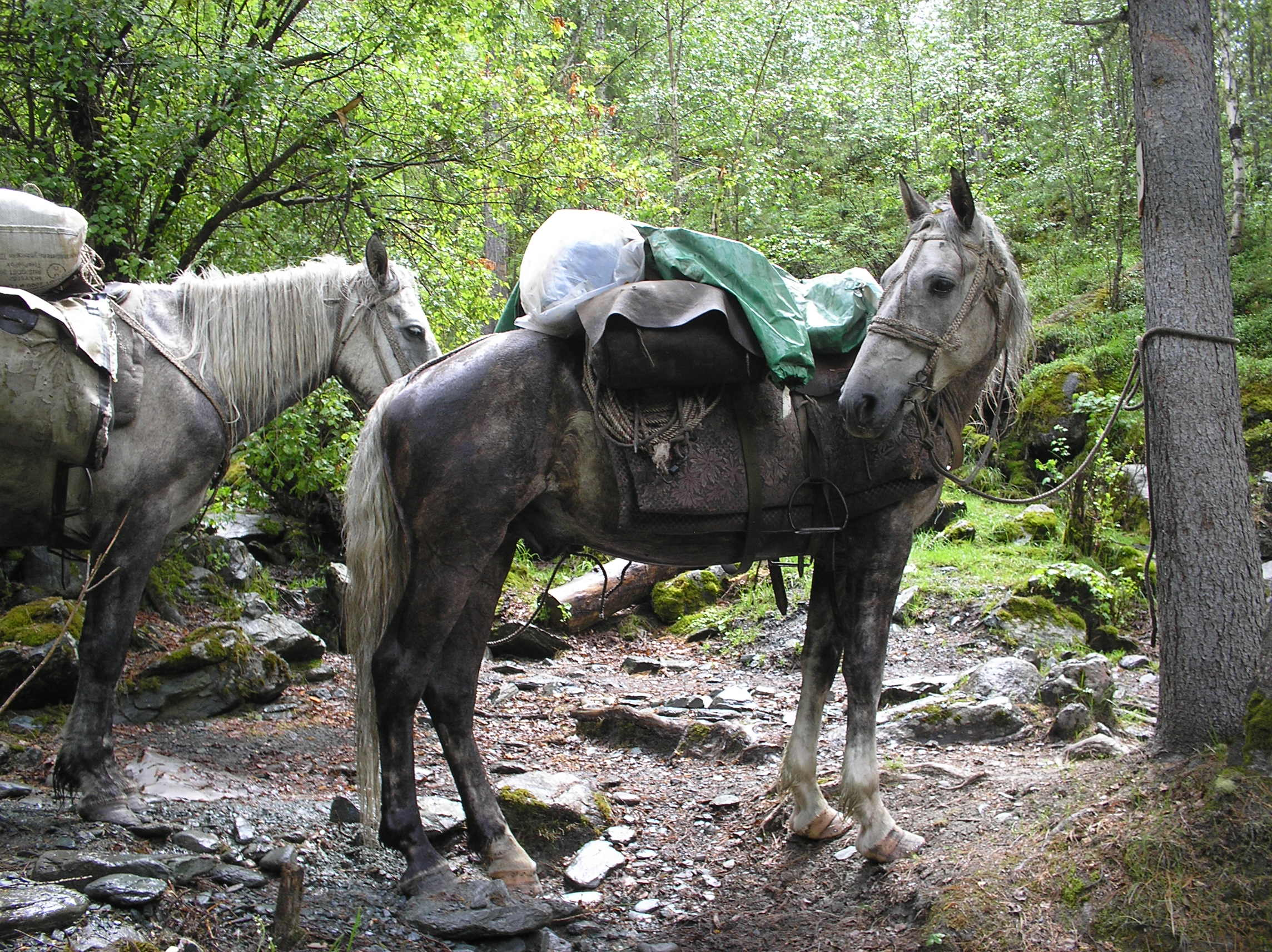
Ngựa thồ ở Altai

Ngựa thồ hay ngựa thồ hàng là tên gọi chỉ những con ngựa dùng chở hàng trên lưng (thồ), thường được một người đi trước dắt. Ngựa thồ được sử dụng để vượt qua địa hình khấp khỉu, gập gềnh mà các loại xe có bánh không thể đi được. Ngựa thồ được sử dụng từ thời kỳ đồ đá mới cho đến ngày nay và chúng vẫn là một phần quan trọng của giao thông vận tải hàng ngày trong chuyên chở hàng hóa trong suốt phần lớn ở các nước thế giới thứ ba.
Trong hàng trăm con ngựa những con ngựa thồ đã âm thầm làm lợi cho chủ, hàng hóa được vận chuyển từ nơi nầy sang nơi khác, phát triển giao thương giữa các vùng, các quốc gia, đặc biệt là ngựa thồ đã góp phần không nhỏ vào việc vận tài hàng hóa trên Con đường tơ lụa xuất phát từ Trung Hoa qua các nước Mông Cổ, Ấn Độ, Afganistan, Thổ Nhĩ Kỳ, Hy Lạp, La Mã. Ngựa thồ cũng quan trọng đối với các nước có địa hình đồi núi, nơi cơ giới chưa cho phép giao thông thuận tiện.

## Đặc điểm

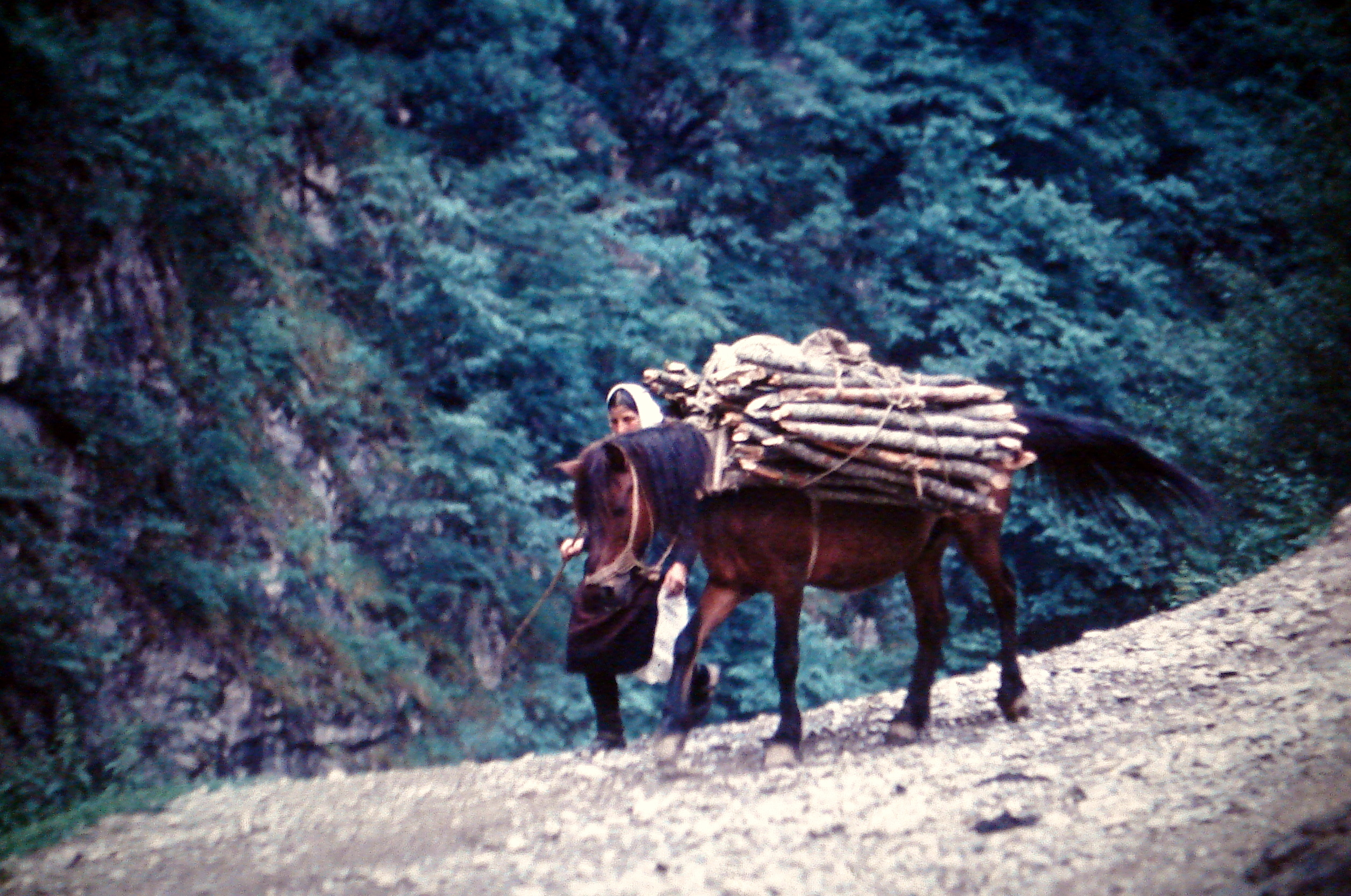
Ngựa thồ chở củi

Một con ngựa thồ có sức khỏe có thể chở trên lưng 100 kg. Giàm ngựa chở thắt bằng dây tra loại lớn hơn giàm ngựa cỡi, không dùng róc rách mà dùng hai đoạn cây gỗ dài độ tấc rưỡi, bằng ngón tay cái, gọi là róng. Nơi cổ có mang chiếc chuông nhỏ, khi ngựa đi, ngẩng lên, cúi xuống, lắc đầu phát ra tiếng leng keng leng keng. Ngựa chở dùng kiều mộc, bằng gỗ, thắng đái, hậu thu và choàng hầu (choàng từ kiều qua phía trước ức ngựa – ngựa cỡi không cần) đều đan bằng sợi mây chẻ nhỏ vót mỏng.
Trên kiều mộc còn có cái ngàm. Khi không chở hàng thì bỏ ngàm ra và lót bao bố lên đây ngồi. Ngựa thồ vẫn còn khá nhiều và thường được sử dụng để chuyên chở thuốc lá, cau dừa cho các lái buôn Trung Quốc trong nội địa Việt Nam hoặc để chở muối lên vùng cao. Không hiếm khi ta thấy trên đường nông thôn hay trên quốc lộ những đoàn dài ngựa thồ hàng chất cao đến oằn lưng, dây cương lằng nhằng và theo sau là nhiều chú ngựa non không được chăm sóc cẩn thận.
Dụng cụ để chở hàng: chở các loại hạt ngũ cốc dùng đôi vịt (bằng sợi mây vót mỏng đan kín), có khi dùng bao bố, chở các loại quả lớn như thơm, mít dùng đôi giỏ thưa, chở thuốc lá, rễ giún... thì hai bên hai kiện. Khi chở hàng người đi sau ngựa để nhắc chúng ở những đoạn đường khó. Bảo ngựa cẩn thận hô "bướ bước", bảo ngựa đi thật chính giữa đường hô "xanh, xanh", bảo ngựa chú ý tránh các chướng ngại vật hai bên, qua chỗ hẻm hẹp thì hô "lách, lách", đứng lại là "họ" (thường nói một tiếng kéo dài).
Ở Việt Nam vào thời chống Pháp những người có ngựa chở lập thành đội gọi là "đội mã tải", mỗi năm cả người chủ và ngựa phải thi hành bao nhiêu ngày công nghĩa vụ theo quy định để chở lương thực tại địa phương và đi dân công vận tải vào Khánh Hòa, lên Tây Nguyên. Đến nay, có những công trình xây dựng trên núi cao, ngoài máy ra thì chỉ có ngựa thồ mới có thể tiếp cận chở vật liệu, thiết bị máy móc do đó ngựa thồ không bao giờ hết việc. Thường xuyên là chở đường trầm, lúa rẫy, chuối, sắn, bắp, đậu phộng từ núi xuống; chở cá mắm, vật tư nông nghiệp, hàng nhu yếu phẩm từ xuôi lên. Từng nhóm, từng đoàn ngựa thồ phì phò, lặc lè, vô cùng hiệu quả, ít khi có sơ suất, tai nạn xảy ra.

## Ở Việt Nam
Các giống ngựa nội ở Việt Nam nổi tiếng là có khả năng thồ hàng, đặc biệt là ở những vùng địa hình gồ ghề khúc khuỷu nơi các phương tiện cơ giới bằng bánh không đáp ứng được. Ở Việt Nam, ngựa thồ từ những giống ngựa nội là vật nuôi quen thuộc của người dân vùng cao, nhưng trong bối cảnh xe máy ngày càng rẻ, đường sá ngày càng được nâng cấp, nên ngựa ngày càng ít đi trên nhiều vùng sơn cước. Tuy nhiên, ở một số huyện của tỉnh Lào Cai như Bát Xát, Si Ma Cai, Mường Khương... những con ngựa dùng để cưỡi hoặc thồ hàng vẫn là hình ảnh rất thường gặp và hấp dẫn đối với du khách..
Ngựa Việt Nam là giống ngựa mang đặc điểm thồ là chủ yếu, một phần sử dụng để kéo ở vùng núi, trung du và đồng bằng, chúng giỏi đi lại ở mọi địa hình núi cao, nhưng có tầm vóc nhỏ, ngoại hình chưa cân đối. Chúng có thể thồ hàng chừng 40–50 kg, kéo xe 400–500 kg, kéo tối đa 700 kg, sức giật khi kéo xe: 100 kg. Hiện nay có chừng 180.000 con ngựa các loại, 70% tập trung tại miền thượng và trung du Bắc Việt, dùng để kéo xe, thồ hàng và sử dụng trong quân vụ. Từ năm 1977, Việt Nam nhập nòi ngựa Cabardin của Liên Xô để lai giống với nòi ngựa cũ, vốn có vóc dáng nhỏ bé so với các loài ngựa khác trên thế giới. 

### Phú Yên
Từ trước nay, ngựa là phương tiện vận tải chính của người An Xuân, đây là giống ngựa Phú Yên nổi tiếng. Chỉ có ngựa mới thồ được hàng hóa, nông sản từ ruộng dưới thung, rẫy trên núi về nhà; hoặc băng qua những con đường lầy lội, trơn trợt, lởm chởm đá tảng, đá cuội mà xuống đồng bằng, về thị trấn Chí Thạnh để mua bán nông sản. Có thời, ở An Xuân, nhà nào cũng nuôi ngựa. Dân vùng này sống không thể thiếu ngựa được. Ngựa chính là cái chân, là cái xe của người An Xuân.
Dọc dài vùng bán sơn địa này, người dân vẫn còn nuôi, kinh doanh và sử dụng ngựa thồ thường ngày. Không tấp nập giữa thời cơ khí nhưng hàng trăm ngựa thồ vẫn lặng lẽ cùng dân quê giao dịch quen thuộc một thuở ngựa xe qua núi, qua đèo một thời trấn biên Nam Trung Bộ. Dọc dài vùng bán sơn địa này, người dân vẫn còn nuôi, kinh doanh và sử dụng ngựa thồ thường ngày. Không tấp nập giữa thời cơ khí nhưng hàng trăm ngựa thồ Dẫu có đường sá được xây dựng nhưng ngựa thồ vẫn tỏ ra đắc dụng trên những quãng đèo núi xa xôi cách trở.
Dọc dài vùng bán sơn địa Quán Cau, người dân vẫn còn nuôi, kinh doanh và sử dụng ngựa thồ thường ngày. Không tấp nập giữa thời cơ khí nhưng hàng trăm ngựa thồ vẫn lặng lẽ cùng dân quê. Dẫu có đường sá được xây dựng nhưng ngựa thồ vẫn tỏ ra đắc dụng trên những quãng đèo núi xa xôi cách trở, với khoảng 500 con, vùng An Hiệp hiện có mật độ ngựa nuôi thuộc loại nhiều nhất miền Trung. Tiện lợi, nhanh gọn, chi phí rẻ hơn vận tải xe theo đường vòng, làng ngựa thồ mới tồn tại sung túc trước phong trào sắm xe tải khắp nơi.
Công việc của giống ngựa này là cùng chủ buổi sáng lên rẫy là phân bón, giống má, đồ ăn thức uống, rồi cả trẻ con theo trên lưng ngựa. Đoạn nào dễ đi thì người lớn cũng trên lưng ngựa, mấy đoạn dốc khó thì xuống dắt ngựa. Từ vùng này tắt lên phía tây Tuy An, Sơn Hòa đều phải dùng ngựa thồ nông sản. Tiện lợi, nhanh gọn, chi phí rẻ hơn vận tải xe theo đường vòng, làng ngựa thồ mới tồn tại sung túc trước phong trào sắm xe tải khắp nơi. 

### Khánh Hòa
Ở xã Vạn Lương, huyện Vạn Ninh, tỉnh Khánh Hòa có dòng họ nhiều đời nay đã chăm bẵm những vó ngựa để chở nước tới cho miền đất hàng trăm năm thiếu nước. Số lượng đàn ngựa ngày càng tăng, có thời điểm có trang trại lên tới 30 cá thể, trước đây trong gia đình chỉ có 2–3 con ngựa để phục vụ thồ hàng, vật liệu chở nước cho gia đình. Thời gian này việc nuôi ngựa có giá trị về nhiều mặt trong cuộc sống. Xuất phát từ nhu cầu kinh tế mà dần dà số lượng ngựa ngày càng tăng. Ngựa trong trại được mua từ rất nhiều nơi như Đà Lạt, Đắk Lắk, Đà Nẵng, Sài Gòn, Bà Rịa – Vũng Tàu và trong đó nhiều nhất là Đà Lạt vì nơi đây ngựa đa dạng về chủng loại bao gồm cả ngựa lai và ngựa cỏ (ngựa Đà Lạt) và ở duyên hải miền Trung như Quảng Ngãi, Đà Nẵng.
Chở hàng bằng ngựa tiết kiệm được nhiều chi phí. Mỗi chuyến chở hàng giá cả thấp, đường xa hàng nặng thì có thể hơn trăm nghìn đồng. Còn bình thường, khách hàng chỉ mất khoảng vài chục nghìn đồng. Cũng vì vậy mà đàn ngựa của gia đình không thiếu việc làm mặc dù người dân đã sắm nhiều động cơ hay xe máy để vận chuyển. Theo thời gian, nhiều phương tiện chuyên chở ra đời và thịnh hành, người dân không còn háo hức với việc dùng ngựa nữa. Vó ngựa cũng không còn nhộn nhịp trên đường quê như ngày nào. Tuy nhiên, xã Vạn Lương đến nay vẫn sống trong cảnh thiếu nước ngọt dùng cho sinh hoạt. Do đó, trên những tuyến đường địa phương, tiếng vó ngựa lóc cóc thồ hàng, chở nước trở thành hình ảnh thân thương và quen thuộc.